# Vlietdijk
De Vlietdijk is een woonwijk in stadsdeel De Groote Wielen in Rosmalen, in de Nederlandse provincie Noord-Brabant. De naam van de wijk is te danken aan de straat Vlietdijk die liep vanuit het centrum van Rosmalen naar Gewande.
Deze straat wordt in de toekomst een dijk, met een hoogte van een meter. Overal wordt deze dijk beplant met een dubbele bomenrij. Hierdoor zal de dijk prominent zichtbaar zijn in de wijk.
De Vlietdijk wordt een corridor tussen Hoven en Broekland. In het zuiden grenst de wijk aan de Overlaet, de dorpsuitbreiding uit de jaren tachtig. Het noorden van de wijk grenst de wijk aan de Waterplas.
De woningen (kloostercomplexen) worden gebouwd op terpen die nog opgehoogd moeten worden. Een deel van de complexen was al bewoond vanaf de eerste helft van 2008.
Vanaf april 2010 is de Vlietdijk veel besproken; vanaf die tijd wordt door veel bewoners van de aanliggende wijken (Groote Wielen en Overlaet) geprotesteerd tegen de voorgenomen sluiting van het zuidelijke deel van de Vlietdijk. Bezwaarmakers vinden dat ze door het afsluiten van de Vlietdijk (300 meter lang) onnodig moeten gaan omrijden, met alle gevolgen van dien (stijging CO2-uitstoot, isolatie van de wijken, ongewenste verkeersbelasting bij basisschool De Hobbit). De gemeente 's-Hertogenbosch neemt in oktober 2011 een definitief besluit over het al dan niet afsluiten van de Vlietdijk.